# La lunga attesa dell'angelo
La lunga attesa dell'angelo è un romanzo storico della scrittrice italiana Melania G. Mazzucco, edito da Rizzoli nel 2008 e vincitore del Premio Scanno nel 2009.

## Trama
Il romanzo è il racconto degli ultimi giorni di vita di Jacopo Robusti detto il Tintoretto, attraverso le parole che l'artista stesso rivolge a Dio durante la sua malattia. La febbre, che lo divora, lo porta a vagare con la memoria nei meandri del suo passato e a ricordare gli episodi che hanno segnato la sua vita: dall'infanzia nella bottega di tintore del padre alla decisione di prendere la strada della pittura, dall'amore con una cortigiana alla nascita della sua primogenita ed erede artistica Marietta, al matrimonio, ai figli. Il presente si confonde con il tempo del ricordo, con frequenti flashback e anticipazioni che vengono lasciate in sospeso, per essere riprese solo successivamente.